# 레고랜드 사태
레고랜드 사태 혹은 레고랜드 기업어음 부도 사태는 레고랜드 코리아 건설을 위한 특수목적법인으로 강원중도개발공사가 설립한 아이원제일차가 발행한 자산유동화기업어음(ABCP)을 강원도청이 보증했는데, 김진태 도지사의 강원도에서 강원중도개발공사 회생 계획을 밝히자 상환여력이 없는 아이원제일차가 부도 처리되면서 발생한 경제 위기이다.